# ボーアボール
ボーアボール（英：Boerboel [buːrbul]）は、南アフリカ共和国原産のマスティフ犬種である。発音上の関係により、ブーアブール、ブーアボール、ボアブールなどとも表記されることがある。別名はサウスアフリカン・マスティフ（英：African Mastiff）。

## 歴史
ボーアボールの先祖は、1652年にはすでに犬種として存在していたボーア・ドッグ（英：Boer Dog）という同国原産のモロサスタイプの犬種である。1820年代にそのボーア・ドッグとモロサスタイプのミックス犬やオールド・イングリッシュ・ブルドッグ、ブルマスティフなどを交配させて生み出され、おもに実用犬として特化した改良が行われて完成した。
ボーアボールはガードドッグとして、さまざまな目的で使われた。南アフリカ先住民には農地の見張りや泥棒の確保の手伝いをした。移住してきた白人には奴隷狩りの手伝いや逃げ出した奴隷の確保・連れ戻しを行っていた。しかし、この「連れ戻し」はホーアボールの力が強すぎるため、生け捕りにすることが難しかったといわれている。白人にも先住民にも、その身をライオンや人食いハイエナから守るためのボディガードとしても使われていた。
アパルトヘイト施行後も人気は高かったが、それが災いして1950年代になると無計画な異種交配により雑種化が進み、純血の犬が激減し絶滅寸前になった。だが、1980年代に入ると純血のボーアボールを復活させるための協会が設立され、たった5人の手によってボーアボールは生き返ることができた。しかしその道のりはとても険しいもので、南アフリカ中を何千マイルも走り回り、辺地を巡ってしらみつぶしに純血の犬を探し回った。やっとのことでそれを発見しても、繁殖適齢期を過ぎていたり、なかなか犬を提供してくれないということも多かったといわれている。そこで、後者はブリーディングの際にもう一度その地を訪れて交配を行い、一度拠点に戻り、仔犬が生まれたら数ヶ月してまた現地に赴いてもらいに行くという方法で再生活動に協力してもらうこととなった。この苦労が実り、1990年代には犬種として復活を果たすことができた。このことは南アフリカ国内外で大きな関心を呼び、ドキュメンタリー番組まで作られるほど注目された。
のちにアメリカ合衆国やロシアにも犬種クラブが設立され、これら以外の国にも輸出が行われるようになった。まだまだ世界的な知名度は低く、FCIにも2009年現在公認されていないが、現在実用犬として人気が高まっている。

## 特徴

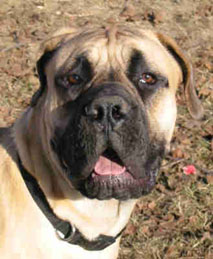
1歳オスの頭部

がっしりした筋骨隆々で骨太の体つきをしたマスティフ犬種である。首は太く、デューラップ（のど下のたるみ）があり、頭部は大きい。額や体にはしわが刻まれていて、皮膚は引っ張るとよく伸びる。マズルは太く短く、アゴの力は強靭である。脚は長く、太い。耳は垂れ耳、尾は先細りの長い垂れ尾だが、耳は断耳して立たせるか成形して丸い立ち耳にし、尾は短く断尾することもある。コートはスムースコートで、毛色は赤やフォーンのグラデーションなど。多くの場合、マズルにはブラックマスクが入る。体高は雄64 - 70cm、雌59 - 65cmで、体重は雌雄ともに70 - 90kgの大型犬。性格は主人に忠実だが警戒心とプライドが高く、独立心が強く勇猛果敢である。これは今も昔も実用犬としてブリーディングが行われていたためであり、この点が逆にモロサスファンや警備犬を必要とする人に好まれるポイントの一つでもある。それほど人懐こいわけでもなく頑固なため、手懐けることも訓練を行うことも難しいが、手懐けることができればとても忠実で、主人の気持ちを敏感に察知する名犬にもなる。初心者が飼うことはできず、モロサス系犬種のことを熟知した人でなければ飼育がとても難しい。運動量はやや多めだが、体重が重く腰に負担がかかりやすいので、激しい運動は避けるべきである。かかりやすい病気は股関節形成不全、膝関節形成不全、緑内障、心臓病、甲状腺疾患、アレルギーなど。マスティフ系犬種のため、よだれが多いのは普通のことである。

## 脚註
1. ↑  Anemari Pretorius. “History of the Boerboel”.   South African Boerboel Breeders' Society (SABBS). 2015年7月閲覧。 エラー: 閲覧日は年・月・日のすべてを記入してください。（説明）